# 扬·海达
扬·海达（捷克語：Jan Hejda，1978年6月18日—），捷克前男子冰球运动员，场上位置是后卫。他曾代表捷克国家队参加2010年冬季奥林匹克运动会冰球比赛，获得第七名。